# Айфель
А́йфель (устар. Эйфель; нем. Eifel) — нагорье на западе Германии, занимающее юго-запад Северного Рейна-Вестфалии и северо-запад Рейнланд-Пфальца между Ахеном на севере и Триром на юге.
Около 110 км² с 2004 года занимает одноимённый национальный парк, ещё 75 га отдано под парк отдыха Айфельпарк.

## География
Горы Айфель ограничены рекой Мозель с юга и Рейном на востоке. На севере они граничат с горами Hohes Venn, на западе — с Арденнами Бельгии и Люксембурга. Имеют официальный номер D45.
В горах Айфель выделяют несколько отдельных цепей:
- Крайняя северная часть носит название Ahrgebirge и простирается к северу от реки Ар в районе Арвайлер;
- К югу от реки Ар простирается цепь Hohe Eifel («Высокий Айфель») с самой высокой в цепи гор Айфель вершиной Hohe Acht (747 м);
- На западе, вдоль границ с Бельгией, тянется цепь Schneifel (от нем. Schnee-Eifel — «Снежный Айфель») высотой до 698 м. На восточной границе с Люксембургом горы носят название Ислек, более известно немецкое название Эслинг;
- Южная часть гор Айфель ниже остальной цепи, её пересекают несколько рек, текущих с севера на юг к реке Мозель. Самая крупная из них — река Килль, горы по обеим её сторонам называются Kyllwald;
- На юге горы Айфель заканчиваются цепью Voreifel и рекой Мозель.
- Природный и геологический парк «Вулканический Айфель[нем.]» — находится в районе Вульканайфель, в центре южной части гор Айфель, известен своими маарами. Парк включает в себя большую часть вулканического поля «Вулканический Айфель[нем.]» и часть гор Западного Айфеля[нем.].
- Недалеко от города Бонн располагается действующий вулкан — маар Лахер-Зе (Лаахское озеро). В 2007 году из кратерного озера начались выходы углекислого газа. В ходе изучения окрестностей вулкана выяснилось, что низменность, в которой находится маар, является древней кальдерой супервулкана, из которой последнее извержение произошло около 13 000 лет назад (фреатическое). В случае нового извержения придётся начать масштабную эвакуацию.

## Достопримечательности
- Нюрбургринг, одна из наиболее известных гоночных трасс в мире. Её северную петлю Нордшляйфе (нем. Nordschleife) из-за длинной, сложной и опасной трассы, проходящей через лес, также называют «Зелёным адом» (нем. Grüne Hölle). В честь гор Айфель некоторые, наиболее престижные (например, из календаря DTM), гонки на этой трассе, кроме своего обыкновенного названия, именуются Айфельскими гонками (нем. Eifelrennen).
- Акведук Айфель — один из самых длинных римских акведуков, некогда снабжавший водой Кёльн.